# WKS Gwardia Warszawa

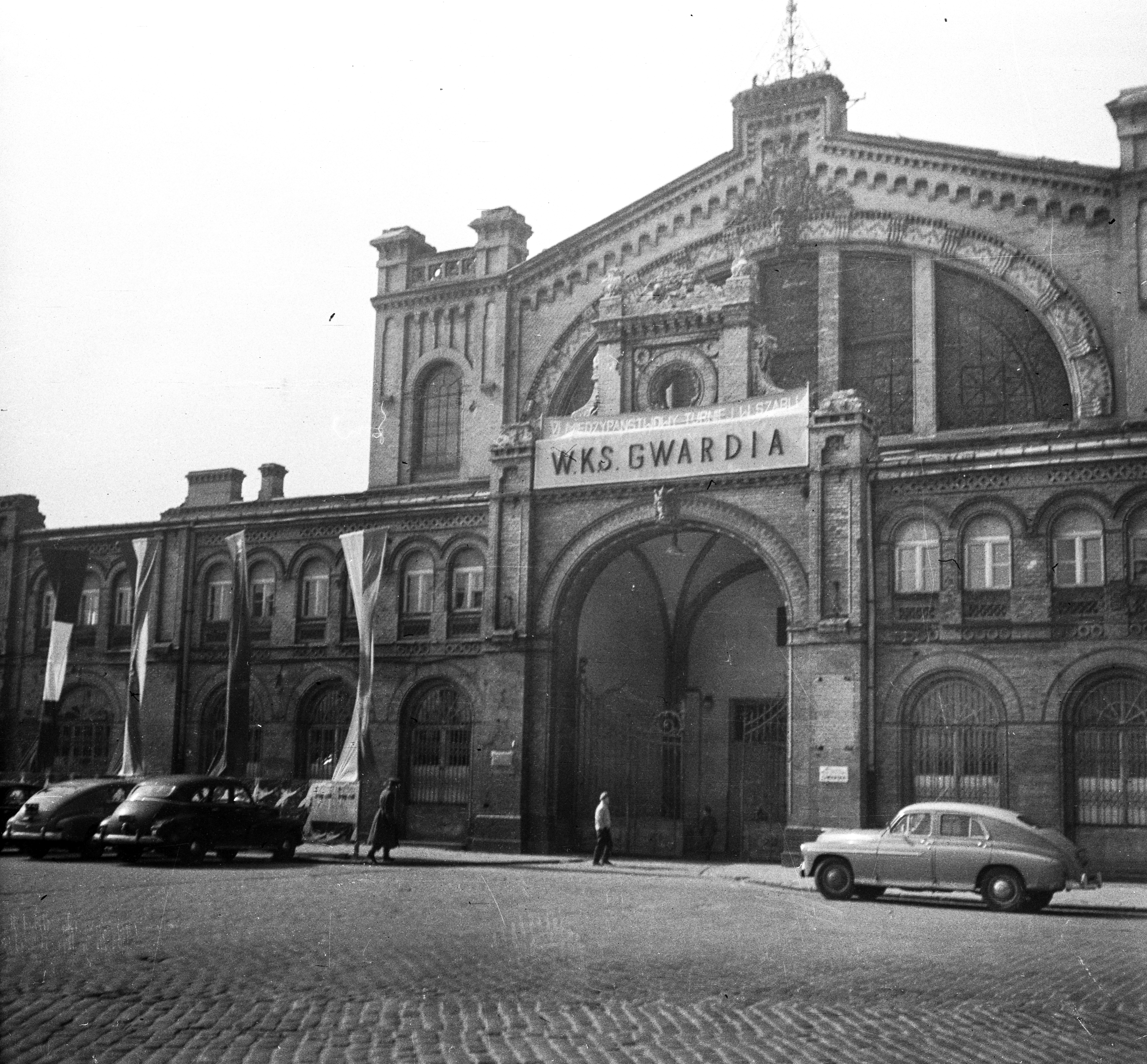
Hala Gwardii, siedziba m.in. sekcji bokserskiej klubu

WKS Gwardia Warszawa – polski wielosekcyjny klub sportowy z siedzibą w Warszawie. 

## Opis
Klub został założony w 1948 w Warszawie jako kontynuator Milicyjnego Klubu Sportowego i Klubu Sportowego „Grochów”. Od 1960 jego siedzibą był własny stadion przy ul. Racławickiej 132.
Do najbardziej znanych sekcji należały: bokserska i piłkarska. Pozostałe sekcje to: lekkoatletyczna, strzelecka, judo, zapaśnicza, biegów na orientację i taekwondo. W klubie działała także sekcja hokeja na lodzie.
W 2012 stadion Gwardii Warszawa przy ul. Racławickiej został zamknięty przez nadzór budowlany, a w 2018 rozpoczęła się jego rozbiórka. 
W 2019 klub zrzeszał ok. 300 sportowców, trenujących w różnych miejscach na terenie Warszawy.

## Łyżwiarstwo szybkie
Gwardia Warszawa jest złotym medalistą drużynowych mistrzostw Polski w łyżwiarstwie szybkim z 1954.